# Ятьинское озеро
Ятьинское озеро — озеро в Таборинском муниципальном районе Свердловской области, Россия.

## Географическое положение
Ятьинское озеро расположено в муниципальном образовании «Таборинский муниципальный район», в 38 километрах к северу-северо-западу от деревни Унже-Павинская, между болотом Танганъюрская Сарча и болотом Ятьинское, площадью 0,3 км² с уровнем воды 79,0 метра. Берега заболочены.